# Portvoller
Portvoller, schottisch-gälisch Port Mholair, ist eine Ortschaft auf der schottischen Hebrideninsel Lewis and Harris.

## Lage
Portvoller liegt auf der Halbinsel Point auf Lewis, dem Nordteil der Doppelinsel Lewis and Harris. Nahe dem Kap Tiumpan Head gelegen, ist Portvoller die am weitesten östlich gelegene Siedlung auf Lewis and Harris und auf den Äußeren Hebriden. Im Norden begrenzt der kleine Loch an Tiumpan das Gemeindegebiet. Im Westen geht Portvoller nahezu nahtlos in den Weiler Broker und im Südwesten in den Weiler Aird über. Stornoway, der Hauptort der Insel, befindet sich 14 Kilometer südwestlich. Portvoller ist über die in Broker endende A866 an das Straßennetz angeschlossen.

## Geschichte
Die Umgebung weist frühe Besiedlungsspuren auf. Hierzu zählt der südöstlich im Loch an Duin gelegene eisenzeitliche Dun Loch an Duin. Zwei Kilometer westlich befindet sich das steinzeitliche Kammergrab Caisteal Mhic Creacail. Im Jahre 1900 ließ das Northern Lighthouse Board nach einem Entwurf David Alan Stevenson am Tiumpan Head den Leuchtturm Tiumpan Head Lighthouse errichten.
Auf der Karte der Ordnance Survey von Ross-shire aus dem Jahre 1851 sind in Portvoller zwölf bedachte und zwei unbedachte Gebäude verzeichnet. 1974 wird Portvoller als Crofter-Siedlung klassifiziert. 1961 lebten dort 77 Personen.